# Black Magick SS
Black Magick SS — австралійська інді-група, яка розпочала свою діяльність в 2012 році. Гурт грає в стилях блек-метал і психоделічний рок. Їх яскравою рисою є поєднання нацистської естетики, психоделії і окультизму, через що групу іноді відносять до NSBM.

## Склад
Склад гурту невідомий, його учасники зберігають анонімність, але є багато чуток і теорій про те, що вони пов'язані з іншими австралійськими групами Tarot, Wölfblood і The Wizar'd, однак ці чутки не мають ніяких підтверджень, та їх джерела є сумнівними.
В 2013 році помер перший ударник групи.

## Дискографія

###### Студійні альбоми
- Kaleidoscope Dreams (2017)
- Spectral Ecstasy (2018)
- Rainbow Nights (2020)
- Burning Bridges (2023)

###### Сингли і EP
- Symbol Of Great Power (2012)
- Panzerwitch (2013)
- Hidden In The Plan Sight (2015)
- The Owls Of Winter / Talisman (2015)
- Untiled (2025)

###### Інші проєкти
- Mystery — Spaceman / Faces (2024)